# Don't Cha Wanna Ride
Don't Cha Wanna Ride è un brano musicale dell'artista inglese Joss Stone, pubblicato come quarto singolo del suo secondo album in studio Mind, Body & Soul. Il brano è composto da un sample di Soulful Strut del gruppo jazz Young-Holt Unlimited.

## Video
Il video del singolo è stato girato a Santa Monica, California, per la regia di Wayne Isham. Nel video la cantante viaggia sulle strade della città a bordo di un maggiolino decorato con dei fiori, con il quale giunge su un palco allestito sulla spiaggia dove si esibisce nel brano.

## Tracce
CD singolo promozionale - Versione inglese
1. Don't Cha Wanna Ride (Radio Version) – 3:04

CD singolo promozionale - Versione statunitense
1. Don't Cha Wanna Ride – 3:32

CD singolo - Versione europea
1. Don't Cha Wanna Ride – 3:31
2. Spoiled (Live all'Irving Plaza) – 5:38
3. Fell in Love with a Boy (Live all'Irving Plaza) – 4:14

DVD singolo - Versione inglese
1. Don't Cha Wanna Ride – 3:31
2. Right to Be Wrong (Video) (Live a The Brits) – 4:30
3. Spoiled (Live all'Irving Plaza) – 5:38

## Classifiche
| Classifica       | Posizione massima |
| ---------------- | ----------------- |
| Belgio (Fiandre) | 60                |
| Germania         | 100               |
| Paesi Bassi      | 54                |
| Regno Unito      | 20                |
| Svizzera         | 93                |